# 科盧薩 (伊利諾伊州)
奇利（英語：Chili）是位於美國伊利諾伊州漢考克縣的一個非建制地區。該地的面積和人口皆未知。

## 地理
奇利的座標為40°34′15″N 91°10′05″W / 40.57083°N 91.16806°W，而該地的平均海拔高度為198米（即650英尺）。